# MAEA
MAEA (англ. Macrophage erythroblast attacher) – білок, який кодується однойменним геном, розташованим у людей на 4-й хромосомі. Довжина поліпептидного ланцюга білка становить 396 амінокислот, а молекулярна маса — 45 287.
| 10         |  | 20         |  | 30         |  | 40         |  | 50         |
| ---------- |  | ---------- |  | ---------- |  | ---------- |  | ---------- |
| MAVQESAAQL |  | SMTLKVQEYP |  | TLKVPYETLN |  | KRFRAAQKNI |  | DRETSHVTMV |
| VAELEKTLSG |  | CPAVDSVVSL |  | LDGVVEKLSV |  | LKRKAVESIQ |  | AEDESAKLCK |
| RRIEHLKEHS |  | SDQPAAASVW |  | KRKRMDRMMV |  | EHLLRCGYYN |  | TAVKLARQSG |
| IEDLVNIEMF |  | LTAKEVEESL |  | ERRETATCLA |  | WCHDNKSRLR |  | KMKSCLEFSL |
| RIQEFIELIR |  | QNKRLDAVRH |  | ARKHFSQAEG |  | SQLDEVRQAM |  | GMLAFPPDTH |
| ISPYKDLLDP |  | ARWRMLIQQF |  | RYDNYRLHQL |  | GNNSVFTLTL |  | QAGLSAIKTP |
| QCYKEDGSSK |  | SPDCPVCSRS |  | LNKLAQPLPM |  | AHCANSRLVC |  | KISGDVMNEN |
| NPPMMLPNGY |  | VYGYNSLLSI |  | RQDDKVVCPR |  | TKEVFHFSQA |  | EKVYIM     |

A: Аланін

C: Цистеїн

D: Аспарагінова кислота

E: Глутамінова кислота

F: Фенілаланін

G: Гліцин

H: Гістидин

I: Ізолейцин

K: Лізин

L: Лейцин

M: Метіонін

N: Аспарагін

P: Пролін

Q: Глутамін

R: Аргінін

S: Серин

T: Треонін

V: Валін

W: Триптофан

Кодований геном білок за функцією належить до фосфопротеїнів. 
Задіяний у таких біологічних процесах, як клітинний цикл, поділ клітини, альтернативний сплайсинг. 
Білок має сайт для зв'язування з молекулою актину. 
Локалізований у клітинній мембрані, цитоплазмі, цитоскелеті, ядрі, мембрані.